# 10071 Paraguay
För andra betydelser, se Paraguay (olika betydelser).
10071 Paraguay eller 1989 EZ2 är en asteroid i huvudbältet som upptäcktes den 2 mars 1989 av den belgiske astronomen Eric W. Elst vid La Silla-observatoriet. Den är uppkallad efter det sydamerikanska landet Paraguay.
Asteroiden har en diameter på ungefär 3 kilometer.